# Ophioparmaceae
Ophioparmaceae är en familj av lavar. Enligt Catalogue of Life ingår Ophioparmaceae i ordningen Umbilicariales, klassen Lecanoromycetes, divisionen sporsäcksvampar och riket svampar, men enligt Dyntaxa är tillhörigheten istället klassen Lecanoromycetes, divisionen sporsäcksvampar och riket svampar.
|                | Rhizoplacopsidaceae            |
|                |                                |
|                | Umbilicariaceae                |
|                |                                |
| Ophioparmaceae | \| \| Hypocenomyce \| \| \| \| |
|                | \| \| Hypocenomyce \| \| \| \| |
|                | Fuscideaceae                   |
|                |                                |
|                | Elixiaceae                     |
|                |                                |
|                | Hypocenomyce                   |
|                |                                |

|  | Hypocenomyce |
|  |              |

## Källor

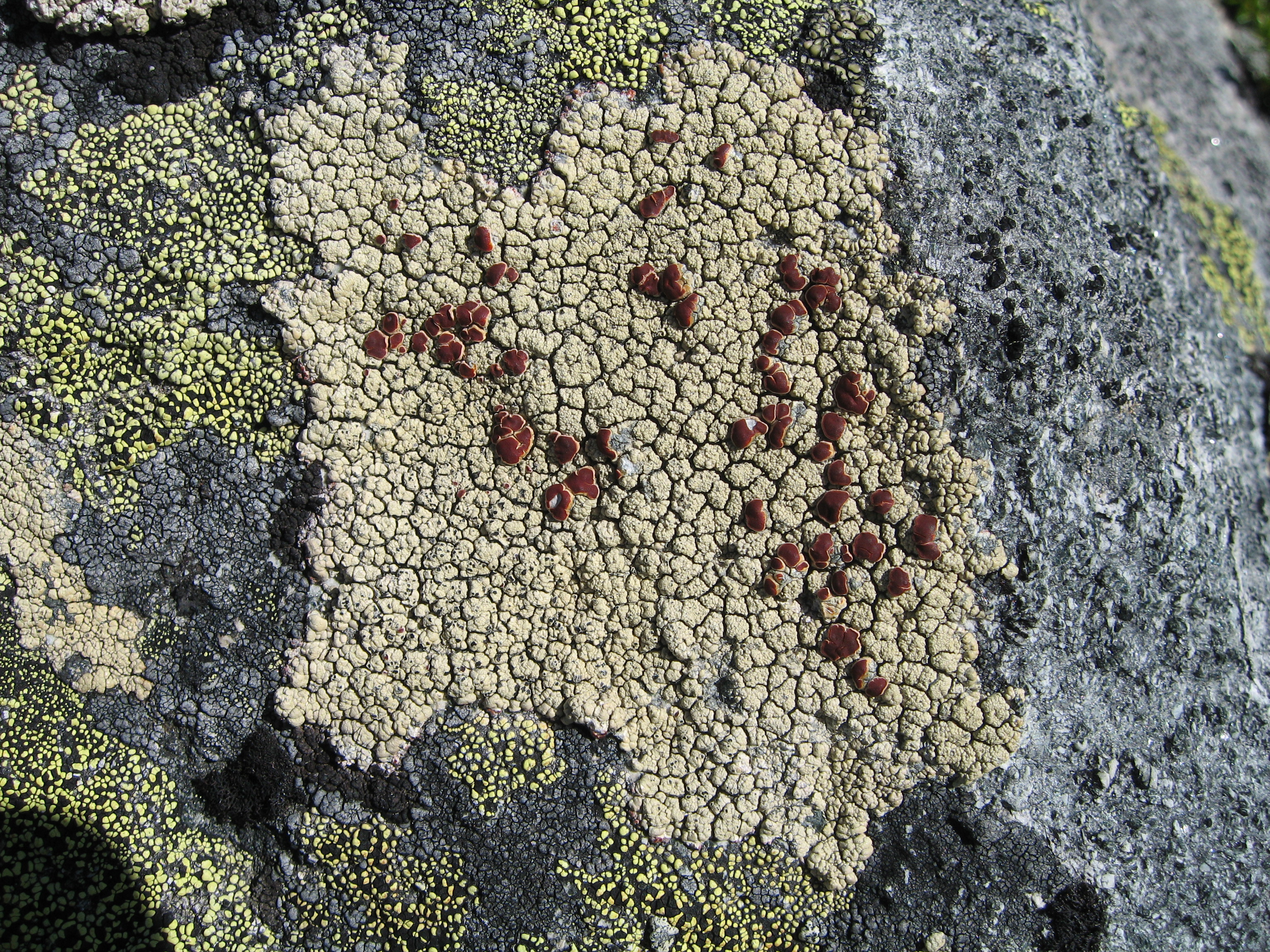
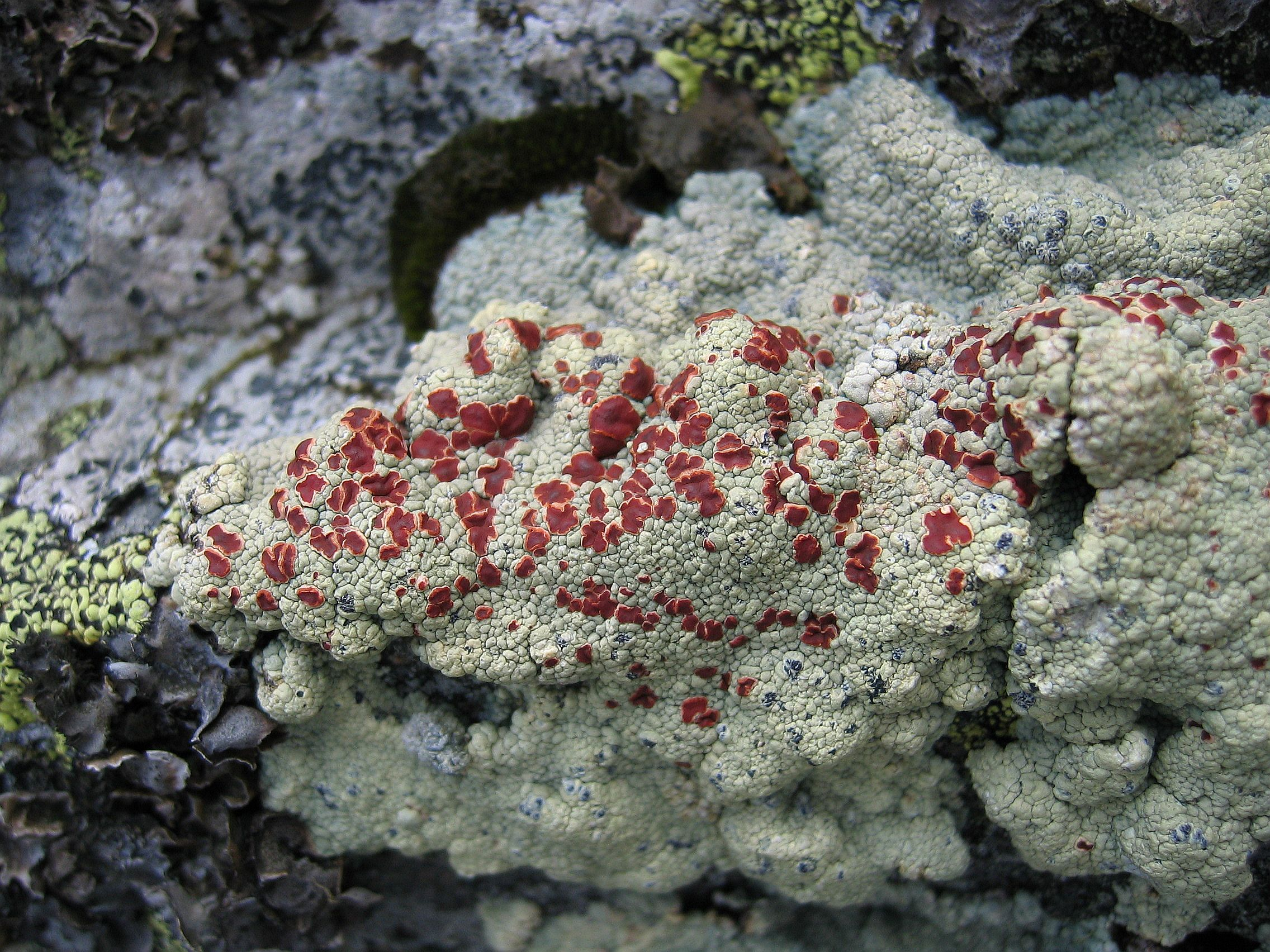